# 新戈梅利西克
47°55′42″N 32°16′5″E / 47.92833°N 32.26806°E
新戈梅利西克（烏克蘭語：Новогомельське），是烏克蘭中部的村莊，隸屬基洛夫格勒州的克羅皮夫尼茨基區。該村面積0.69平方公里，海拔高度128米，2001年人口204，人口密度每平方公里296.1人。